# Рудич, Марко
Марко Рудич (босн. Marko Rudić; 17 января 1990, Сараево, СФРЮ) — боснийский горнолыжник, участник Олимпийских игр 2010 и Олимпийских игр 2014 годов.

## Биография
Участник клуба Источно-Сараево. На Олимпийских играх и в Ванкувере, и в Сочи выступал в слаломе и гигантском слаломе.
На церемонии закрытия XXI Олимпийских зимних в Ванкувере игр нёс флаг своей страны.